# Прискорення змін
У дослідженнях майбутнього та історії технологій прискорення змін — це спостережуваний експоненційний характер швидкості технологічних змін у новітній історії, який може свідчити про швидші та глибші зміни в майбутньому та може супроводжуватися настільки ж глибокими соціальними та культурними змінами.

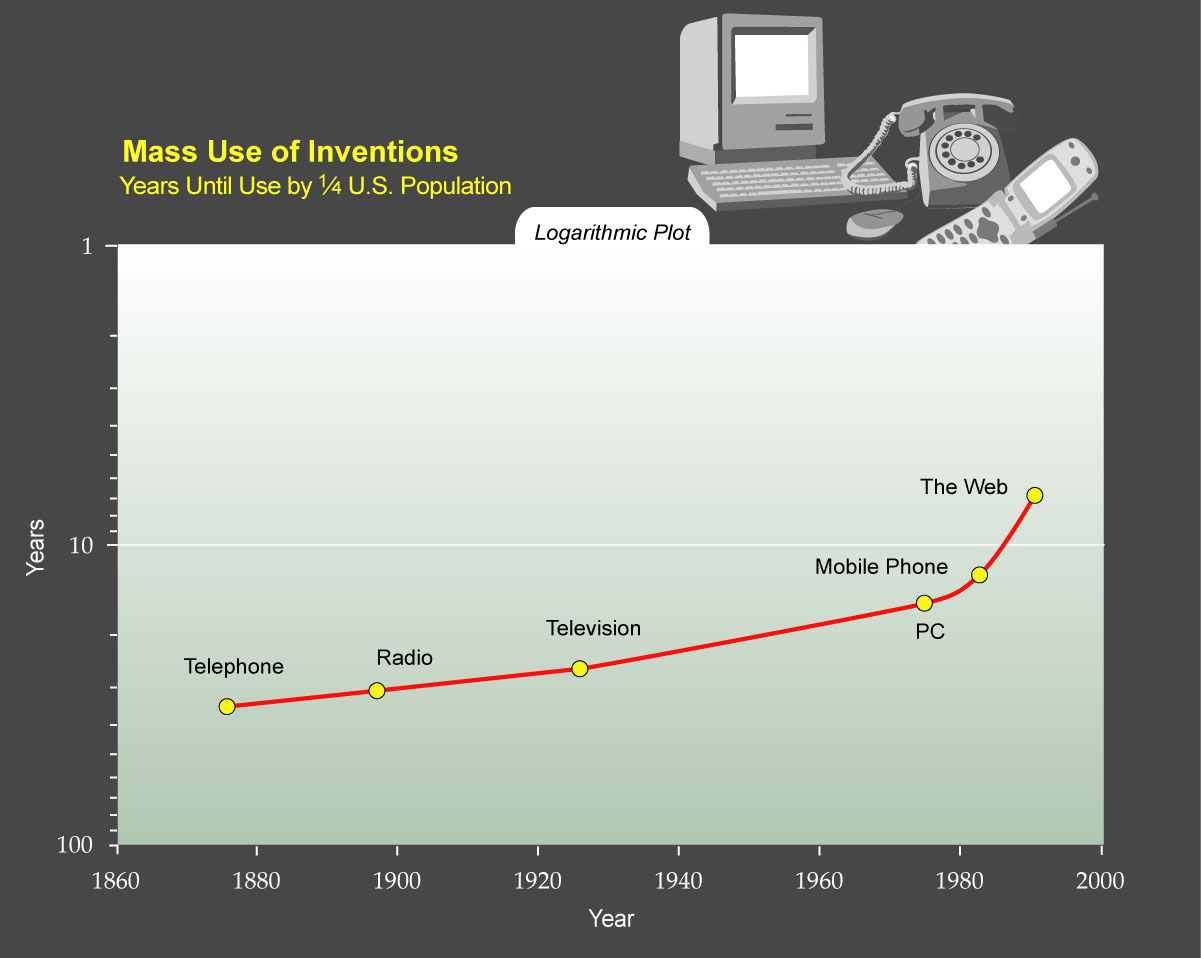
Масове використання винаходів: роки до використання чвертю населення США

## Віндж експоненційно прискорює зміни
Математик Вернор Віндж популяризував свої ідеї про експоненційне прискорення технологічних змін у науково-фантастичному романі Покинуті в реальному часі (1986), дія якого відбувається у світі швидкого прогресу, що веде до появи все більш і більш складних технологій, розділених все коротшими інтервалами часу, поки не буде досягнуто межі людського розуміння. 
Його подальший роман Полум'я над безоднею (1992), відзначений премією Г’юго, починається з образного опису еволюції суперінтелекту, який проходить через експоненційно прискорені стадії розвитку, що закінчуються трансцендентною, майже всемогутньою силою, незбагненною для простих людей. Також його стаття 1993 року про технологічну сингулярність компактно підсумовує основні ідеї прискорення змін та сингулярності.

## Закон прискореної віддачіКурцвейла
У своїй книзі 1999 року «Епоха духовних машин» Рей Курцвейл запропонував «Закон прискореного повернення», згідно з яким швидкість змін у різноманітних еволюційних системах (включаючи, але не обмежуючись, розвиток технологій) має тенденцію до експоненційного зростання. Він звернув увагу на це питання в есе 2001 року під назвою «Закон прискорення повернення». У ньому Курцвейл доводив доцільність розширення закону Мура для опису експоненційного зростання різноманітних форм технологічного прогресу. За словами Курцвейла, щоразу, коли технологія наближається до певного бар’єру, буде винайдено нову технологію, яка дозволить нам подолати цей бар’єр. Він наводить численні минулі приклади цього, щоб обґрунтувати свої твердження. Він прогнозує, що такі зміни парадигми відбувалися і будуть ставати все більш поширеними, що призведе до «технологічних змін настільки швидких і глибоких, що вони представляють собою розрив у тканині людської історії». Він вважає, що закон прискореної віддачі означає, що технологічна сингулярність відбудеться до кінця 21 століття, приблизно в 2045 році.
 
За словами Курцвейла, з початку еволюції складніші форми життя розвивалися експоненційно швидше, з дедалі коротшими інтервалами між появою радикально нових форм життя, таких як люди, які мають здатність до свідомого проектування — нова ознака, яка замінює відносно сліпі еволюційні механізми відбору на ефективність. 
Крім того, швидкість технічного прогресу серед людей також експоненційно зростає, оскільки ми відкриваємо більш ефективні способи робити речі, більш ефективні способи навчання — мова, цифри, писемність, філософія, науковий метод, інструменти спостереження, підрахункові пристрої, механічні калькулятори, комп’ютери, тощо. Кожне із цих головних досягнень у нашій здатності враховувати інформацію відбувається все швидше і ближче один до одного на часовому проміжку. 
Кульмінацією цієї моделі стане неймовірний технологічний прогрес у 21 столітті, що призведе до сингулярності. Свої погляди Курцвейл детально викладає в книгах «Епоха духовних машин» і «Сингулярність поруч».

## Межі прискорення змін
Застосовуючи науковий підхід, ми помітимо, що для природознавства характерно, що процеси, які характеризуються експоненційним прискоренням на своїх початкових стадіях, переходять у фазу насичення. Але, незважаючи на можливе згасання прискорення науково-технічного прогресу в доступному для огляду майбутньому, сам прогрес, а як наслідок і суспільні перетворення, не зупиняться і навіть не сповільнюються — він, ймовірно, продовжиться з досягнутою швидкістю.
Прискорення змін може бути не обмежено епохою антропоцену, а загальною та передбачуваною особливістю розвитку Всесвіту. Фізичні процеси, які генерують прискорення, такі як закон Мура, є петлями позитивного зворотного зв’язку, що призводить до експоненційних або суперекспоненційних технологічних змін. Ця динаміка призводить до все більш ефективних і щільних конфігурацій простору, часу, енергії та матерії (ефективність і щільність STEM, або «стиснення» STEM). На фізичній межі цей процес розвитку прискорення змін призводить до організації щільності чорних дір, до такого висновку також дійшли дослідження кінцевих фізичних меж обчислень у Всесвіті.
Застосування цього бачення до пошуку позаземного розуму призводить до ідеї, що розвинене розумне життя перетворює себе на чорну діру. Такі розвинені форми життя цікавляться внутрішнім простором, а не космічним простором і міжзоряним розширенням. Таким чином, вони певним чином вийшли б за межі реальності, не були б спостережливими, і це було б вирішенням парадоксу Фермі, який називається «гіпотеза трансцендії».
Інша ідея полягає в тому, що чорні діри, які ми спостерігаємо, насправді можна інтерпретувати як розумні суперцивілізації, що харчуються зірками. Ця динаміка еволюції та розвитку є запрошенням до вивчення самого Всесвіту як еволюції, розвитку. Якщо Всесвіт є свого роду суперорганізмом, він, можливо, має тенденцію відтворюватися природним шляхом або штучно, при цьому роль відіграє розумне життя.
Концепція біоцентричного Всесвіту передбачає, що свідомість кожного свідомого спостерігача-індивідуума створює картину Всесвіту.

## Критика
І Теодор Модіс, і Джонатан Хюбнер стверджували — кожен з різних точок зору — що темпи технологічних інновацій не лише перестали зростати, а й фактично зараз знижуються. 

## Галерея
Курцвейл створив наступні графіки, щоб проілюструвати свої переконання щодо Закону прискореної віддачі та його обґрунтування.

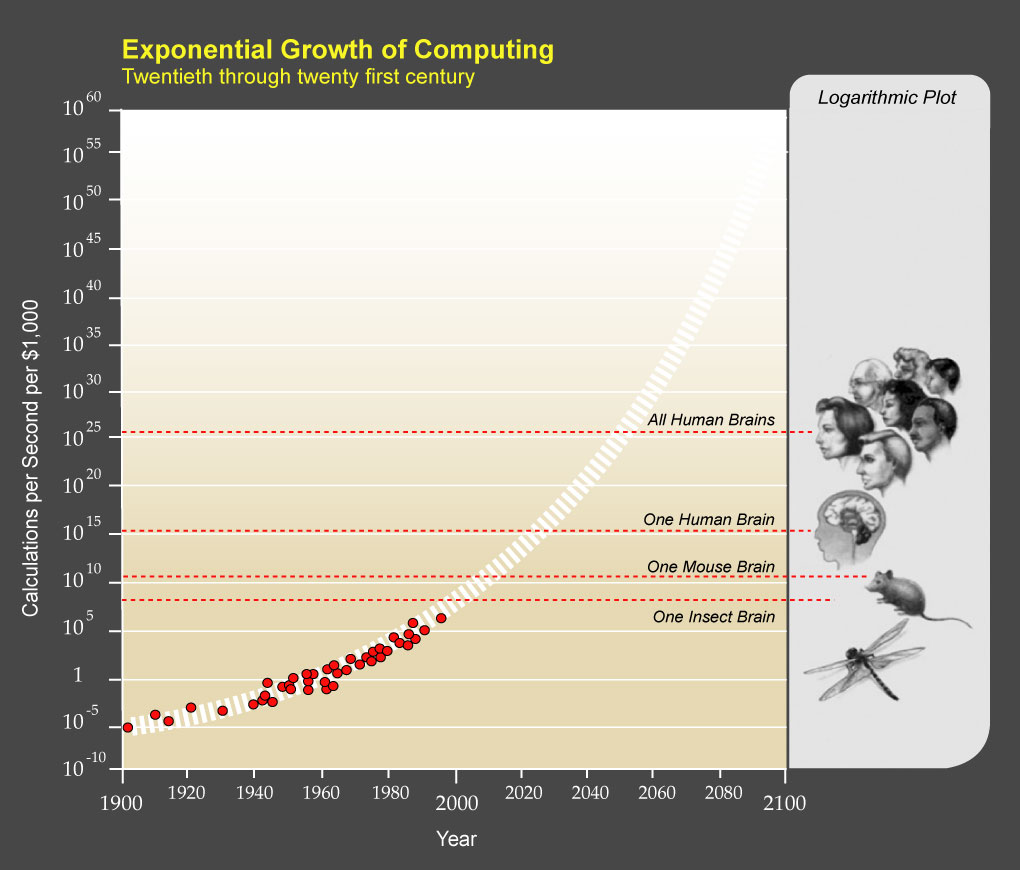
Потужність комп'ютера зростає в геометричній прогресії.
Експоненційне зростання потужності суперкомп'ютерів

## Дивись також
- Технологічна сингулярність
- Перспективні технології
- Підривні інновації
- Удосконалення людини
- Трансгуманізм
- Постлюдина
- Сильний штучний інтелект